# 島村琢哉
島村 琢哉（しまむら たくや、1956年（昭和31年）12月25日 - ）は、日本の実業家。AGC(旧・旭硝子)株式会社取締役兼会長、前代表取締役兼社長執行役員CEO。公益財団法人旭硝子財団理事長、公益社団法人新化学技術推進協会代表者。

## 経歴
- 1956年 - 岡山県生まれ[3]、神奈川県育ち[4]。
- 1975年 - 神奈川県立鎌倉高等学校卒業[4]。
- 1980年 - 慶應義塾大学経済学部卒業[4]。
  - 同年 - 旭硝子(現・AGC)株式会社入社。
- 2003年 - アサヒマスケミカル株式会社社長。
- 2006年 - 旭硝子株式会社化学品カンパニー企画・管理室長。
- 2007年 - ハーバード・ビジネス・スクールAMP[5]修了[6]。
- 2009年 - 同社執行役員化学品カンパニー企画・管理室長。
- 2010年 - 同社執行役員化学品カンパニープレジデント。
- 2013年 - 同社常務執行役員 電子カンパニープレジデント→同社常務執行役員電子カンパニープレジデント兼同カンパニーエレクトロニクス(現・電子部材)事業本部長。
- 2014年 - 同社常務執行役員電子カンパニープレジデント。
- 2015年 - 同社社長執行役員CEO兼グループ改善活動担当→同社代表取締役兼社長執行役員CEO兼グループ改善活動担当。
- 2016年 - 同社代表取締役兼社長執行役員 CEO。
- 2021年 - 同社代表取締役兼会長→同社取締役兼会長（現在に至る）。
- 2022年 - 株式会社荏原製作所独立社外取締役、JFEホールディングス株式会社社外監査役（非常勤）。

## 人物
入社から30年以上、化学品の営業に長く携わり、同事業の海外子会社社長、同事業部門長などを経験する。
社長になるまでの2年間(2013年、2014年)は、電子部門の責任者を務めた。
2015年から社長に就任するが、前年は大幅な減益に直面した為、どうすべきか腹を決め、まず「内向的な社内の雰囲気を変える」ことに取りかかった。その結果、収益改善に繋がり、更なる成長に向けての経営計画を立て、発表した。
人材(人財)育成にも力を注ぎ、年間100回以上の社内ミーティングを世界各国の社員と行う。 またその育成には、「人財で勝つ」と表した。
2020年には新型コロナウイルスに遭遇。業績も悪化し、心の中で決め、社長の座を退き、会長に就任した。後任は、代表取締役 兼 専務執行役員 CTOの平井良典。